# Аскола (культура)
Культура Аскола — археологическая культура эпохи мезолита на территории Финляндии.
Название культуры происходит от волости Аскола в провинции Уусимаа. Найденные предметы выполнены из кварца — это скребки, шила и др. Изделия имеют грубую форму с мелкой ретушью. Датировка культуры основана на находках и на предполагаемом расположении береговой линии в мезолитический период.
По мнению ряда археологов, культура Аскола была местной разновидностью норвежской культуры Комса; по мнению других — культуры Суомусъярви, которая доминировала в Финляндии в эпоху мезолита.
Термин больше не используется в финской археологии.